# ورزشگاه خوزه آنتونیو آنسوآتگی
ورزشگاه خوزه آنتونیو آنسوآتگی (به اسپانیایی: Estadio José Antonio Anzoátegui) یک ورزشگاه فوتبال است که در بارسلونا، مرکز ایالت آنسوآتگی ونزوئلا قرار دارد. این ورزشگاه در سال ۱۹۶۵ گشایش یافت، در سال ۲۰۰۷ بازسازی شد و ظرفیت ۳۷٬۴۸۵ تماشاگر را دارد. این ورزشگاه همچنین میزبان مسابقات خانگی تیم فوتبال دپورتیوو آنسوآتگی است. شماری از خوانندگان و گروه‌های موسیقی نیز در این ورزشگاه کنسرت داشته‌اند.

## نگارخانه

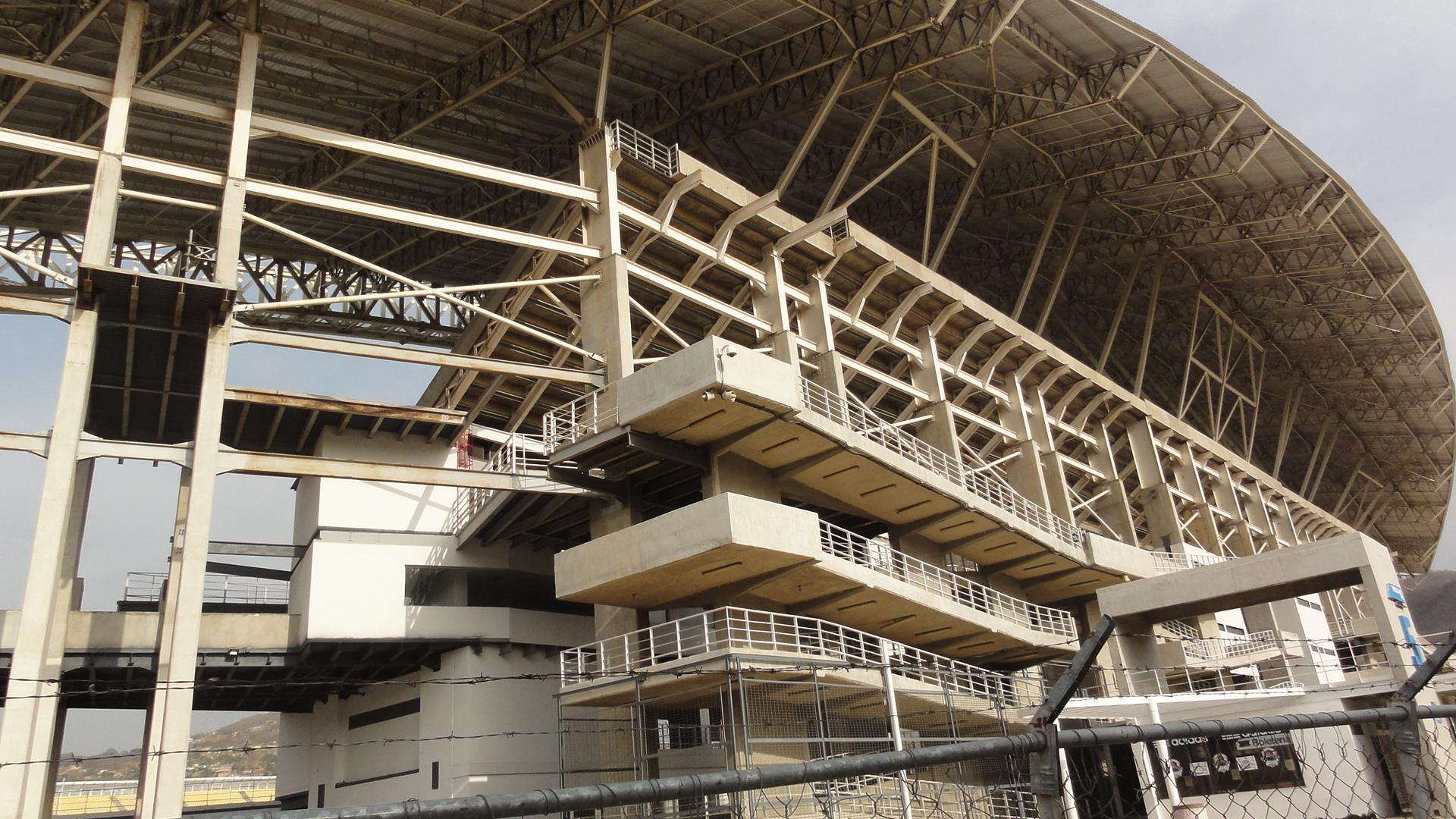
نمای بیرونی ورزشگاه در سال ۲۰۱۲
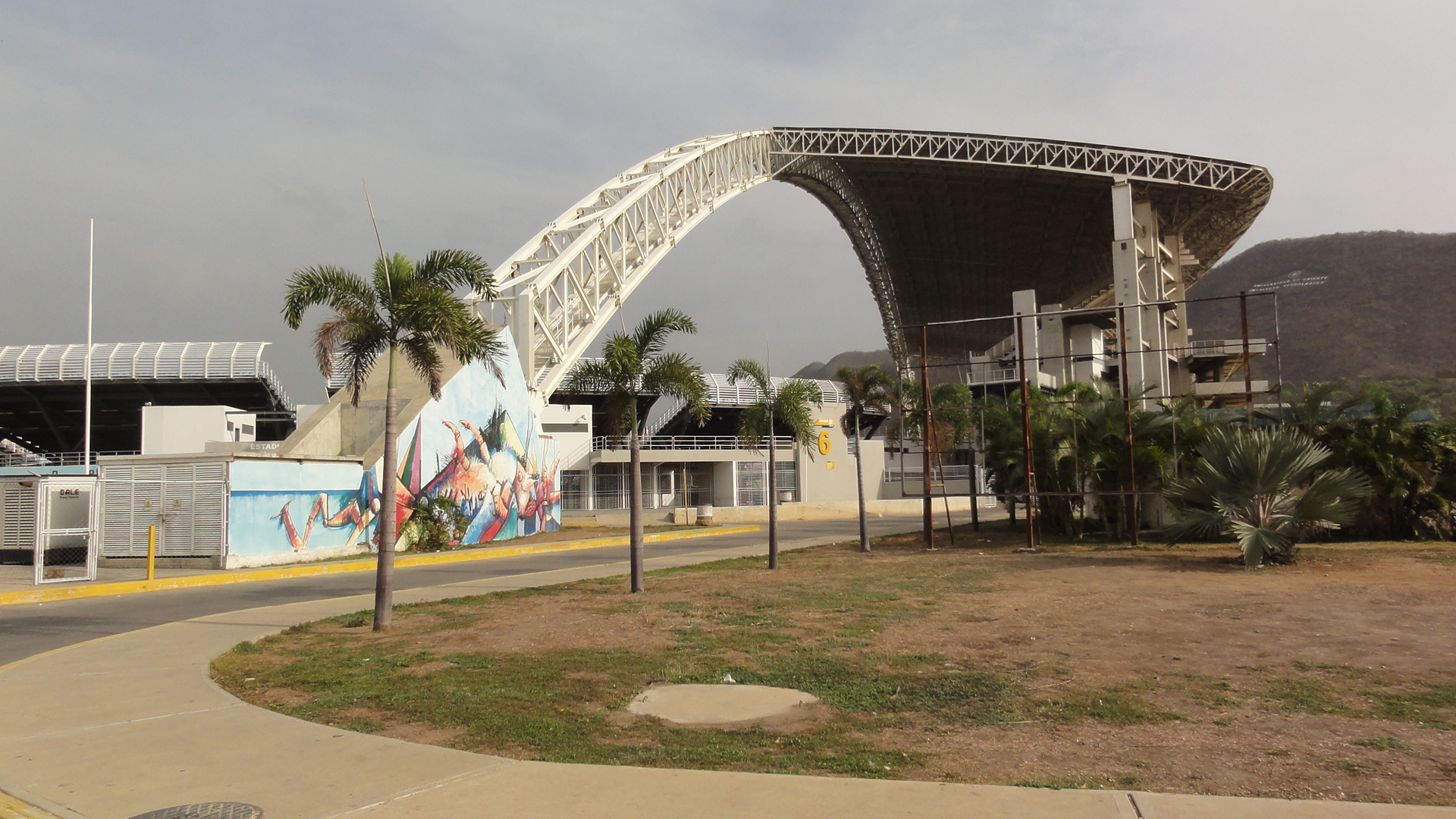
نمای بیرونی ورزشگاه در سال ۲۰۱۲
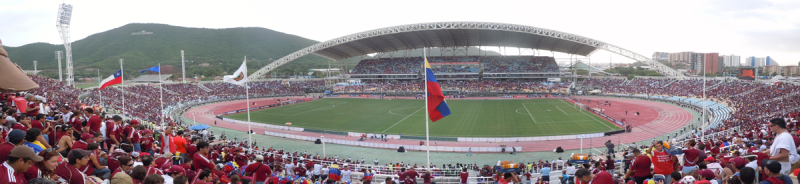
نمایی از درون ورزشگاه